# Hans Pirkner
Johann Pirkner, detto Hans (Vienna, 25 marzo 1946 – 26 febbraio 2025), è stato un calciatore austriaco, di ruolo attaccante.

## Palmarès

### Club

#### Competizioni nazionali
- Campionato austriaco: 2

Austria Vienna: 1975-1976, 1977-1978
- Coppa d'Austria: 1

Austria Vienna: 1976-1977